# Claypole (Argentine)
Pour les articles homonymes, voir Claypole.
Claypole est une localité dans la province de Buenos Aires, en Argentine. Elle se situe dans le partido d'Almirante Brown.

## Géographie
Claypole est une banlieue de l'agglomération du Grand Buenos Aires qui se situe à 22 km au sud du centre-ville et à 4 km à l'est d'Adrogué, chef-lieu du partido. Elle partage une frontière avec le partido de Florencio Varela. L'Arroyo San Francisco traverse Claypole du sud-ouest au nord-est.

### Transports
Claypole est reliée à Burzaco et aux banlieues est de Buenos Aires par les avenues 2 de Abril, Lacaze et Monteverde (route provinciale 4), ainsi que par la ligne de chemin de fer Roca (ligne Temperley-Villa Elisa).

## Toponymie
Le toponyme Claypole vient du nom de Pedro Claypole, mari de Julia Obligado. Ils donnèrent des terres pour la création de la gare de Claypole, qui ensuite donnera son nom au village s'étant formé autour d'elle.

## Histoire
En 1773, les franciscains acquirent des terres autour de l'Arroyo San Francisco, afin d'alimenter en nourriture leur couvent de Buenos Aires. Puis, au début du XIXe siècle, Manuel Alejandro Obligado acheta une grande partie de ces terres, qui la céda à son fils, Pastor Obligado, premier gouverneur de la province de Buenos Aires. Plusieurs générations plus tard, Julia Obligado prit possession du terrain, et se maria à Pedro Claypole. En 1881, ces derniers firent don de terrains pour la création d'une gare. La date de fondation de la localité fut ainsi fixée au premier arrêt d'un train à la nouvelle gare, c'est-à-dire le 15 avril 1884. Peu après sa fondation, Claypole fut endommagée par le tremblement de terre de 1888 du Río de la Plata. En 1906 fut inaugurée Ejército de los Andes, la première école de la localité. Claypole connut une forte croissance durant la seconde moitié du XXe siècle, due à la périurbanisation.

## Population et société
La localité comptait 45 776 habitants en 2010. Elle a donc droit à une délégation municipale, représentée par Damián Aranda.
Une clinique et un hôpital sont situés sur le territoire de Claypole. La localité abrite aussi le cimetière municipal d'Almirante Brown. Claypole étant divisée en trois paroisses, on trouve trois églises catholiques dédiées à Nuestra Señora de Lourdes (Notre-Dame de Lourdes), Nuestra Señora de Luján (Notre-Dame de Luján) et Sagrado Corazón de Jesús (Sacré-Cœur); il y a aussi une chapelle sur le territoire de Claypole. Plusieurs églises évangéliques sont aussi présentes sur le territoire claypolense.

## Économie
Claypole dispose d'une économie ayant comme base les commerces. Ces derniers se trouvent en majorité sur les diverses avenues qui traversent la localité, et autour de la place Vicente Re.

## Sports

### Football
On trouve deux clubs de football à Claypole: le Club Atlético Claypole et le Taponazo Fútbol Club. La localité est équipée d'un stade de football et d'une salle de sport, siège du Club Atlético Claypole.

## Culture et loisirs

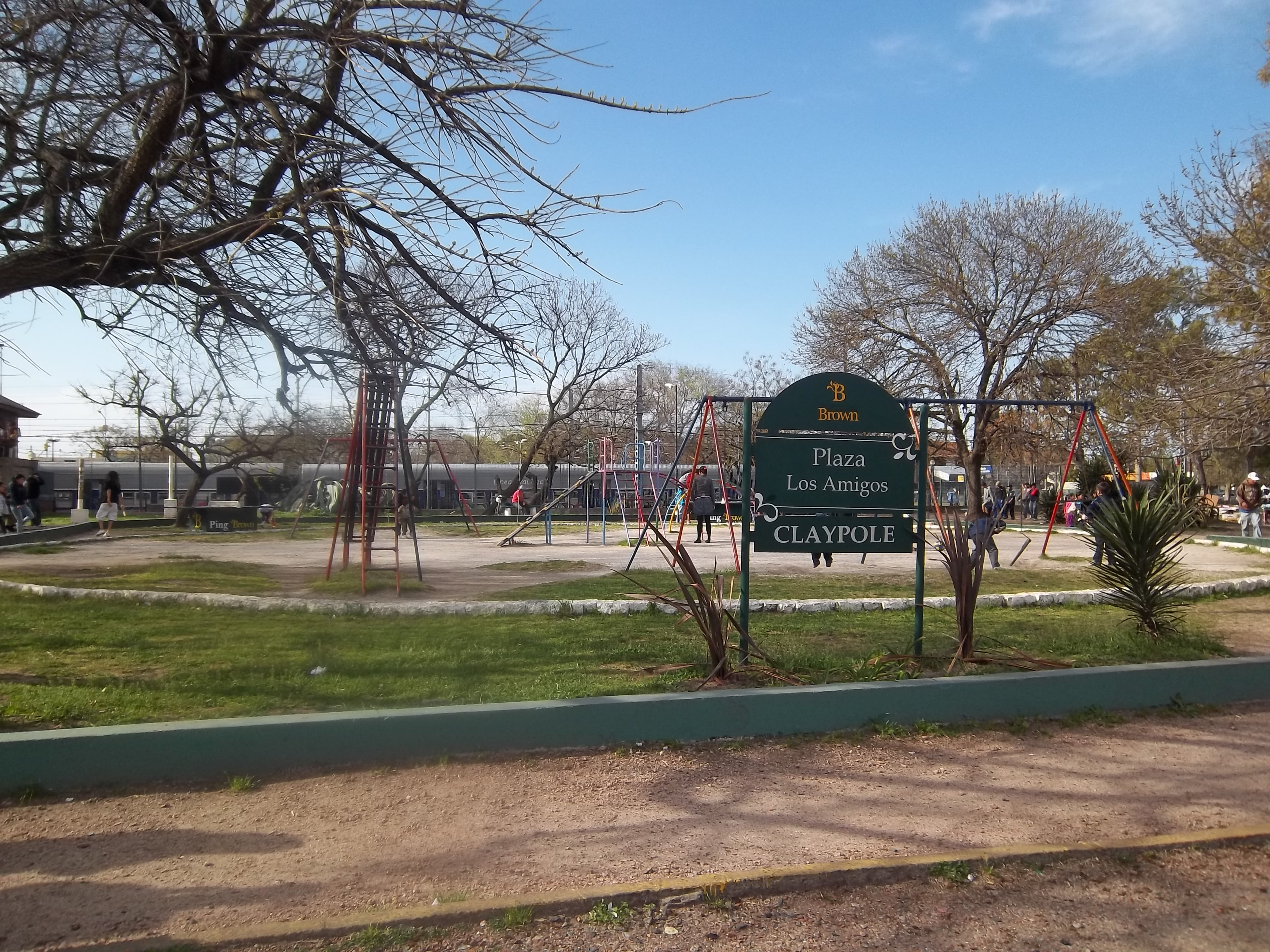
Parc à côté de la gare de Claypole

## Lieux et monuments
- Église Nuestra Señora de Luján (Notre-Dame de Luján).
- Place Vicente Re.

## Personnalités
- Pastor Obligado (1818-1870), homme politique et militaire, premier gouverneur constitutionnel de la province de Buenos Aires.